# Fast Racing League
Fast Racing League est un jeu vidéo de course édité et développé par Shin'en Multimedia. Il était disponible en téléchargement via la plate-forme WiiWare sur Wii entre 2011 et 2019, année de l'arrêt de la boutique Wii.
Le jeu engendre deux suites, Fast Racing Neo et Fast RMX.

## Système de jeu
Fast Racing League est un jeu de course futuriste orienté arcade. Le joueur conduit un des six vaisseaux disponibles — deux d’entre eux sont disponibles dès le début du jeu, le reste doit être débloqué. Ces derniers lévitent légèrement au dessus de la surface du circuit à la manière des engins de Wipeout. Chaque véhicule possède des caractéristiques qui lui sont propres. Le joueur tient la Wiimote à l’horizontal et la penche de gauche à droite pour diriger l’engin. Le joueur peut participer à trois ligues, chacune composée de quatre circuits, qu’il débloque au fur et à mesure de sa progression. Chaque circuit prend place dans un environnement différent, comme dans un désert ou encore dans un lieu enneigé. Le jeu propose trois niveaux de difficultés qui sont eux aussi déblocables au fur et à mesure de la progression du joueur.
À divers endroits précis sur la surface de chaque circuit se trouvent des zones de couleur blanches ou noires. Le véhicule du joueur est en tout temps d’une couleur ou de l’autre et lorsqu’il flotte au dessus de la surface avec la couleur correspondante, il bénéficie d’un boost temporaire. Toutefois, s’il survole une surface qui ne correspond pas à la couleur actuelle du véhicule, ce dernier perd de la vitesse. Le joueur doit ainsi jongler entre les deux couleurs, qu’il peut changer en tout temps, ce qui fait toutefois descendre la jauge d’énergie qui peut être remplie en récupérant des sphères disséminés à travers le parcours. Fast Racing League propose en outre un mode Défi qui est composé de 21 niveaux. Ces derniers consistent à accomplir une tâche précise, soit, par exemple, de récupérer un certain nombre d’objets ou encore de se rendre à un point précis avant que le temps ne soit écoulé. Enfin, un mode multijoueur est disponible, celui-ci permettant la participation de deux à quatre joueurs à des courses en écran partagé.

## Développement
Fast Racing League est développé par le studio allemand Shin'en Multimedia, notamment connu pour avoir développé Jett Rocket, un autre jeu à être publié sur la plate-forme de téléchargement WiiWare. Le jeu est dévoilé en septembre 2010 à l’aide d’une affiche promotionnelle sur laquelle se trouvent le titre du jeu ainsi qu’un véhicule futuriste qui semble se déplacer à vive allure.

## Accueil
Le jeu obtient un accueil plutôt positif de la critique spécialisée. Il obtient un score de 73 % sur Metacritic sur la base de 11 critiques. Nintendo Life loue les graphismes du jeu, déclarant qu’il s’agit de « l’un des plus beaux titres sur WiiWare. » Il considère que le jeu est une réussite dans son ensemble et remarque qu'il propose une bonne durée de vie. Eurogamer apprécie la qualité des graphismes ainsi que l’effet de vitesse et la fluidité du titre. Toutefois, il est déçu par l’intelligence artificielle des concurrents, qu’il trouve injustement difficile, soulignant qu’elle « semble être immunisée contre toute erreur. »